# Chelmonops curiosus
Chelmonops curiosus là một loài cá biển thuộc chi Chelmonops trong họ Cá bướm. Loài này được mô tả lần đầu tiên vào năm 1986.

## Từ nguyên
Tính từ định danh curiosus trong tiếng Latinh có nghĩa là "tò mò", hàm ý đề cập đến tính tò mò của loài cá này, vì chúng thường nhìn vào mặt nạ hay ống kính máy ảnh của các thợ lặn khi họ bơi đến gần (theo lời của tác giả Rudie Hermann Kuiter).

## Phạm vi phân bố và môi trường sống
C. curiosus là một loài đặc hữu của Úc, được tìm thấy từ vịnh Shark, Tây Úc dọc theo bờ biển phía nam trải dài đến Victor Harbor, Nam Úc. Vì có phạm vi giới hạn ở bờ tây và nam nên loài này còn có tên gọi là cá bướm Tây Talma, phân biệt với Chelmonops truncatus (cá bướm Đông Talma).
Chúng thường sống trên các rạn viền bờ, đặc biệt là gần những vách đá đứng ở độ sâu đến ít nhất là 60 m.

## Mô tả
Chiều dài lớn nhất được ghi nhận ở C. curiosus là 26 cm. C. curiosus có màu xám bạc với bốn dải sọc đen ở hai bên cơ thể, trong đó sọc ở đầu băng qua mắt. Mõm dài và nhọn. Vây lưng và vây hậu môn có hình tam giác vươn cao, tạo thành thùy và được viền đen. Vây bụng có màu đen, trừ các tia gai trước là màu trắng. Cuống đuôi có một dải đen; vây đuôi trong mờ, màu trắng. Cá con có thêm một đốm đen lớn viền trắng ở vây lưng.
C. truncatus, loài đặc hữu ở bờ đông Úc, được phân biệt với C. curiosus bởi vây lưng và vây hậu môn thấp hơn, cũng như độ sâu cơ thể (tính từ sống lưng xuống bụng) nhỏ hơn so với C. curiosus.
Số gai ở vây lưng: 11; Số tia vây ở vây lưng: 25–27; Số gai ở vây hậu môn: 3; Số tia vây ở vây hậu môn: 19–20; Số tia vây ở vây ngực: 15–17; Số gai ở vây bụng: 1; Số tia vây ở vây bụng: 5.

## Sinh thái học
Thức ăn của C. curiosus bao gồm tảo, giun nhiều tơ và động vật giáp xác nhỏ. Cá trưởng thành thường sống thành đôi, nhất là vào thời điểm sinh sản.

## Thương mại
C. curiosus đôi khi được thu thập trong ngành thương mại cá cảnh.